# Більщина (Росія)
Бі́льщина (рос. Бельщина) — село у складі Пачелмського району Пензенської області, Росія.
Населення — 21 особа (2010; 39 у 2002).
Національний склад станом на 2002 рік:
- росіяни — 100 %